# Silenen-Amsteg-Bristen
Silenen-Amsteg-Bristen est une course cycliste suisse disputée au mois de mai entre Silenen et la montagne de Bristen (en), dans le canton d'Uri. Cette de course de côte est organisée par le Velo-Moto-Club Silenen depuis 1954.
L'édition 2003 est annulée en raison de chutes de pierres sur le parcours.

## Palmarès

### Élites Hommes
| Année     | Vainqueur                       | Deuxième                        | Troisième                       |
| --------- | ------------------------------- | ------------------------------- | ------------------------------- |
| 1954      | Hans Planzer                    |                                 |                                 |
| 1955-1962 | ?                               | ?                               | ?                               |
| 1963      | Karl Brand                      |                                 |                                 |
| 1964      | Robert Beltrametti              |                                 |                                 |
| 1965-1970 | ?                               | ?                               | ?                               |
| 1971      | Albert Knobel                   |                                 |                                 |
| 1972      | ?                               | ?                               | ?                               |
| 1973      | Hans Traxel                     |                                 |                                 |
| 1974-1975 | ?                               | ?                               | ?                               |
| 1976      | Hans Traxel                     |                                 |                                 |
| 1977      | ?                               | ?                               | ?                               |
| 1978      | Hans Traxel                     |                                 |                                 |
| 1979-1981 | ?                               | ?                               | ?                               |
| 1982      | Josef Indergand                 |                                 |                                 |
| 1983-1985 | ?                               | ?                               | ?                               |
| 1986      | Josef Indergand                 |                                 |                                 |
| 1987      | Erich Holdener                  |                                 |                                 |
| 1988      | Erich Holdener                  |                                 |                                 |
| 1989      | Erich Holdener                  |                                 |                                 |
| 1990      | Beat Zberg                      |                                 |                                 |
| 1991      | Beat Zberg                      |                                 |                                 |
| 1992      | ?                               | ?                               | ?                               |
| 1993      | Markus Zberg                    |                                 |                                 |
| 1994      | Markus Zberg                    |                                 |                                 |
| 1995      | ?                               | ?                               | ?                               |
| 1996      | Kurt Betschart                  |                                 |                                 |
| 1997      | Markus Zberg                    |                                 |                                 |
| 1998      | Guido Wirz                      | Kurt Betschart                  | Marcel Renggli                  |
| 1999      | Stefan Richner (de)             | Bruno Risi                      | Beat Steffen                    |
| 2000      | Alexandre Moos                  | Kurt Betschart                  | Jean Nuttli                     |
| 2001      | David Ruckstuhl                 | Kurt Betschart                  | Olivier Wirz                    |
| 2002      | Kurt Betschart                  | Florian Lüdi                    | David Senn                      |
| 2003      | annulée en raison d'éboulements | annulée en raison d'éboulements | annulée en raison d'éboulements |
| 2004      | Kurt Betschart                  | Roger Devittori                 | Jonas Leib                      |
| 2005      | Ivan Santaromita                | Stefan Sulser                   | Mathias Frank                   |
| 2006      | Roger Beuchat                   | Daniel Suter                    | Bruno Risi                      |
| 2007      | Mathias Frank                   | Joël Frey                       | Mirco Saggiorato                |
| 2008      | Daniel Suter                    | Fabian Giger                    | Stefan Nägelin                  |
| 2009      | Fabian Giger                    | Elias Schmäh                    | Sven Schelling                  |
| 2010      | Tobias Lussi                    | Sven Schelling                  | Fabian Giger                    |
| 2011      | Elias Schmäh                    | Mirco Saggiorato                | Bernhard Oberholzer             |
| 2012      | Temesgen Teklehaimanot          | Patrick Schelling               | Patrick Luternauer              |
| 2013      | Marcel Wyss                     | Temesgen Teklehaimanot          | Reto Indergand                  |
| 2014      | Temesgen Teklehaimanot          | Reto Indergand                  | Nico Brüngger                   |
| 2015      | Reto Indergand                  | Sepp Freiburghaus               | Niels Knipp                     |
| 2016      | Cyrille Thièry                  | Enea Cambianica                 | Nico Brüngger                   |
| 2017      | Jan Rüttimann                   | Matteo Badilatti                | Davide Botta                    |
| 2018      | Reto Indergand                  | Fabian Giger                    | Gino Mäder                      |
| 2019      | Emanuel Müller                  | Mauro Schmid                    | Davis Corey                     |
| 2020      | pas de course                   | pas de course                   | pas de course                   |
| 2021      | Davide Botta                    | Damian Lüscher                  | Jakob Klahre                    |
| 2022      | Martin Fanger                   | Reto Indergand                  | Marcel Wyss                     |
| 2023      | Andrin Beeli                    | Marcel Wyss                     | Fadri Barandun                  |
| 2024      | Fadri Barandun                  | Fabio Püntener                  | Andrin Züger                    |
| 2025      | Fabio Püntener                  | Florian Hochuli                 | Mauro Hassler                   |

### Femmes
| Année | Vainqueur       | Deuxième        | Troisième         |
| ----- | --------------- | --------------- | ----------------- |
| 2022  | Lara Krähemann  | Linda Indergand | Nicole Suter      |
| 2023  | Linda Indergand | Nicole Suter    | Lara Krähemann    |
| 2024  | Steffi Häberlin | Linda Indergand | Nicole Suter      |
| 2025  | Linda Indergand | Lorena Leu      | Larissa Tschenett |

### Juniors
| Année | Vainqueur        | Deuxième         | Troisième            |
| ----- | ---------------- | ---------------- | -------------------- |
| 2011  | Roland Thalmann  | Vincent Kaelin   | Davide Mancini       |
| 2012  | Niels Knipp      | Lars Hubacher    | Micha Steiner        |
| 2013  | Simon Brühlmann  | Luca Cairoli     | Matteo Schneiter     |
| 2014  | Jan Eichenberger | Nathan Brunner   | Emile Garbani Nerini |
| 2015  | Simone Nobile    | Nicholas Rinaldi | Manuel Pescatore     |
| 2016  | Joël Suter       | Fabio Püntener   | Noah Schriber        |
| 2017  | Fabio Püntener   | Simon Imboden    | Yves Kuhnen          |
| 2018  | Juan Tito Rendón | Antoine Bouzon   | Marvin Müller        |
| 2019  | Marvin Müller    | Haben Mhretab    | Daniel Fellmann      |
| 2020  | pas de course    | pas de course    | pas de course        |
| 2021  | Jan Christen     | Luc Marchand     | Tim Rey              |
| 2022  | Fabio Maurer     | Manuel Arnold    | Zenith Pradella      |
| 2023  | Nicolas Ginter   | Florian Hochuli  | Nicola Zumsteg       |
| 2024  | Nicolas Ginter   | Nicola Zumsteg   | Florian Hochuli      |
| 2025  | Gian Müller      | Nial Pradella    | Diego Broggini       |

### Débutants
| Année | Vainqueur       | Deuxième         | Troisième          |
| ----- | --------------- | ---------------- | ------------------ |
| 2011  | Nils Knipp      | Kilian Frankiny  | Dany Amstutz       |
| 2012  | Joachim Linder  | Jan Eichenberger | Joel Kühl          |
| 2013  | Marc Hirschi    | Joel Kühl        | Simone Nobile      |
| 2014  | Joab Schneiter  | Jonas Döring     | Robin Froidevaux   |
| 2015  | Mauro Schmid    | Matteo Cappai    | Fabio Püntener     |
| 2016  | Noé Barras      | Jean Fiorellino  | Maxime Famularo    |
| 2017  | Haben Mhretab   | Thibault Rossier | Marvin Müller      |
| 2018  | Damian Egli     | Robin Furrer     | Adrian Arnold      |
| 2019  | Tim Rey         | Lorain Julmy     | Samuel Aimi        |
| 2020  | pas de course   | pas de course    | pas de course      |
| 2021  | Nicolas Bialon  | Florian Hochuli  | Jan Huber          |
| 2022  | Florian Hochuli | Nicola Zumsteg   | Fynn Lanter        |
| 2023  | Alexander Rudge | Gian Müller      | Vasco Lambrughi    |
| 2024  | Nial Pradella   | Martin Lanter    | Emanuele Locatelli |
| 2025  | Théo Nappiot    | Matéo Atienza    | Ramon Bänninger    |